# 馬利戈諾韋
47°21′50″N 29°57′56″E / 47.36389°N 29.96556°E
馬利霍諾韋（烏克蘭語：Малігонове）是位於烏克蘭西南部的村莊，由敖德萨州贝雷济夫卡区的喬霍達里夫卡市鎮負責管轄。該村始建於1793年，面積2.21平方公里，海拔高度127米，2001年人口427，人口密度每平方公里193.21人。